# Phorocera tenuiseta
Phorocera tenuiseta là một loài ruồi trong họ Tachinidae.